# Кордильєра-дель-Кондор
4°00′ пд. ш. 78°30′ зх. д. / 4° пд. ш. 78.5° зх. д.
Кордильєра-дель-Кондор або Гірський хребет Кондор  — гірський масив Анд, який є частиною східних хребтів андської гірської країни. По гірському хребту Кондор проходить міжнародний кордон між Еквадором і Перу. Територія хребта характеризується високим біорізноманіттям та ще не достатньо вивчена.

## Опис

### Рельєф та геологія

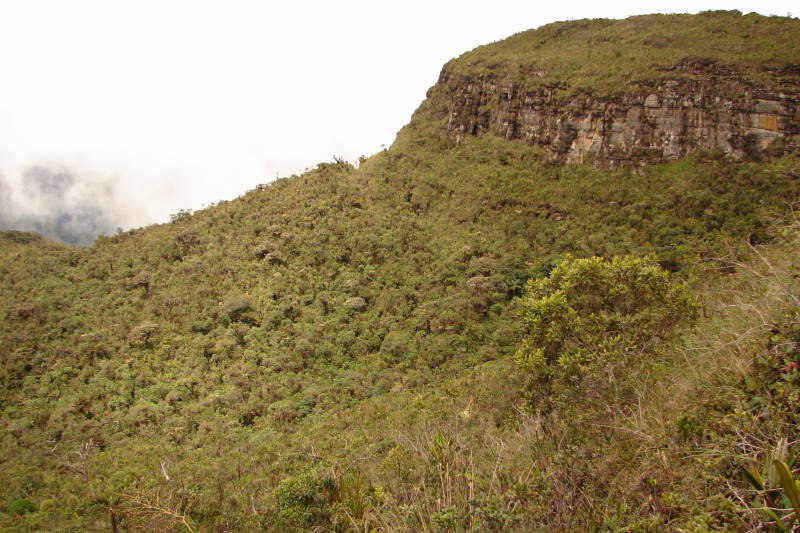
Тепуй Кордильєра-дель-Кондор

Кордильєра-дель-Кондор простягаються приблизно на 150 км з півночі на південь, їх висота досягає 3200 м над рівнем моря. Кордильєра-дель-Кондор розташована в природному регіоні Еквадору Орієнте, на території еквадорських провінцій Самора-Чинчипе та Морона-Сантьяго, а також перуанських регіонів Амазонас та Кахамарка.  
Шари поверхні були підняті та створили Кордильєра-дель-Кондор внаслідок орогенезу Анд (Східних) з пізнього міоцену, причому більша частина підняття відбулася з пліоцену, протягом останніх 5 мільйонів років. Осадові товщі в регіоні хребта Кондора представлені вапняковими породами з вулканічними прошарками та червонуватими глинами. Західна частина регіону охоплює масивний гранітний батоліт Самора.  У північній частині гірського хребта Кондор метаморфічні породи представлені кварцитами, філітами, андезитами, грауваками та гранітними сланцями, осадові ― кремнистими пісковиками, вапняками, а вулканічні породи  ―  вапняно-лужною лавою та пірокластичними породами. 
Вершини ізольованих плато з пісковика, що складають кістяк Кордильєр-дель-Кондор, схожі на гвіанські тепуї, але вони не плоскі, а мають нахил. Вони досягають висоти більш 1800 м та вкриті заростями і трав'янистими луками.
На території Кордильєра-дель-Кондор ведуться роботи з добутку міді та золота.

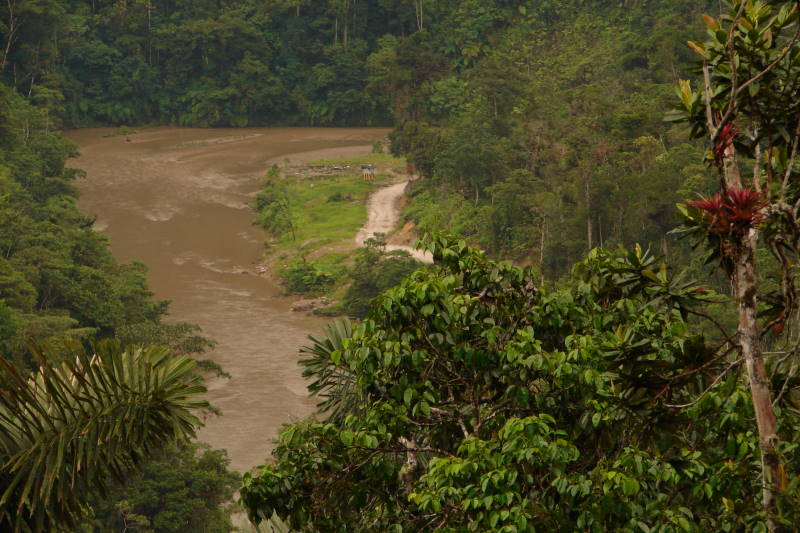

### Гідрологія
З заходу гірський хребет огинає річка Самора (ліва притока річки Сантьяго), з півночі річка Сантьяго (права притока Мараньйон), зі східних схилів починаються річка Сенепа (права притока Мараньйону).  

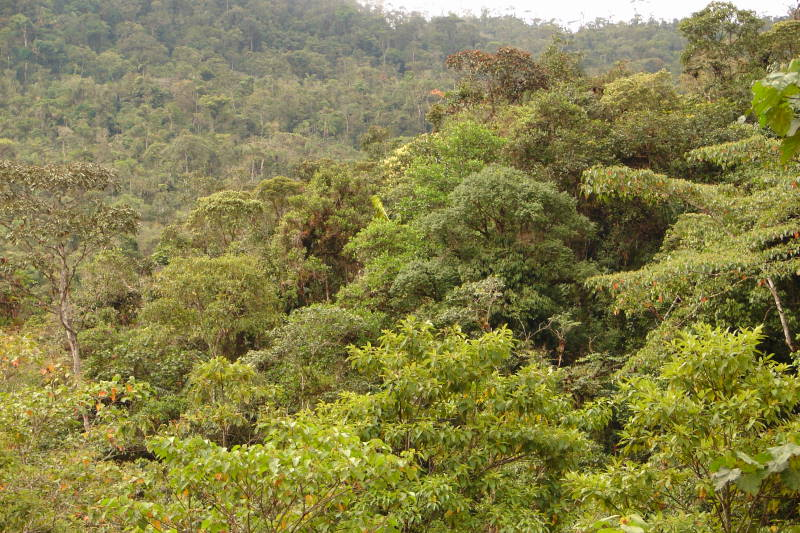

### Флора та фауна
Гірський хребет Кондор належить до екорегіону гірських лісів Східних Анд, що простягається від південної Колумбії до північного Перу. У 1994 році наукова експедиція виявила біологічну різноманітність Кордильєр-дель-Кондор та високу концентрацію деяких видів рослин, які ще не до кінця вивчені. Є багато ендемічних видів дерев, які були вперше зареєстровані в цьому регіоні Еквадору. Наприклад, був зареєстрований раніше невідомий екземпляр сумчастої тварини Caenolestes condorensis. 
Висотна поясність Кордильєра-дель-Кондор представлена вологими гірськими лісами Східних Кордильєр, які поширені на висоті до 1800 м над рівнем моря. Зі збільшенням висоти ці ліси змінюються хмарними лісами з деревами до 20 м у висоту та великою кількістю моху. На висоті понад 3000 м над рівнем моря ліси змінюються криволіссям В сухих теплих районах на тепуях поширені орхідеї та бромелієві луки. Всього зареєстровано 166 мохоподібних рослин на пагорбах до 1800 м, що є 14% з 807 видів, зареєстрованих в Еквадорі.
Серед птахів є види, які потребують охорони, такі як папуга андійський (Leptosittaca branickii), папуга бурокрилий (Touit stictoptera), свіфт білогрудий (Cypseloides lemosi), якамара вогнистогруда (Galbula pastazae) і танагра вогнистогорла (Wetmorethraupis sterrhopteron). Порівняно мало видів ссавців зареєстровано у лісах Кондора, що піднімаються до висоти 1800 м. Серед основних – андський ведмідь, мавпа-павук,  ягуарунді, андський гуанта, коаті, кажани та різноманітні дрібні гризуни.

## Кордонне розташування
Понад 160 років прикордонна територія, що охоплювала гори Кондор, була спірною між Еквадором та Перу, що постійно призводило до збройних зіткнень між двома вищезгаданими країнами в 1941, 1981 і 1995 роках. Після прикордонного конфлікту 1995 року дві країни почали дипломатичні переговори, в результаті яких у 1998 році було укладено мирний договір, який встановив точне розташування міжнародного кордону.

## Екологічний напрямок
У гірському масиві Кордильєра-дель-Кондор розташовано національний парк Ічігкат-Муджа, біологічний заповідник Ель-Кімі,  заповідник дикої природи Ель-Сарза та заповідна зона Сантьяго-Комайна. 
За підтримки Національного географічного товариства, Ботанічного саду Міссурі та Національного гербарію Еквадору в грудні 2000 року розпочалася серія експедицій для інвентаризації флори Кордильєри-дель-Кондор. Ці польові дослідження відкрили низку нових для науки рослин. Вони проводились у співпраці з Федерацією народу Шуари, який є корінним населенням цього регіону .  